# Arrondissement de Schönau

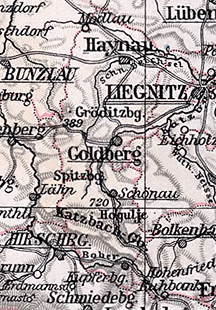
Détails d'une carte de Silésie

L'arrondissement de Schönau est un arrondissement du district de Liegnitz de la province prusienne de Silésie de 1818 à 1932. Le siège de l'arrondissement est la ville de Schönau-sur-la-Katzbach. L'ancienne zone de l'arrondissement fait maintenant partie des powiats polonais de   Jelenia Góra et Złotoryja dans la voïvodie de Basse-Silésie.

## Histoire
Dans le district de Reichenbach dans la province prussienne de Silésie, le nouveau arrondissement de Schönau est formé le 1er janvier 1818 à partir de la partie nord de l'arrondissement d'Hirschberg-des-Monts-des-Géants Après la dissolution du district de Reichenbach, l'arrondissement de Schönau est rattaché le 1er mai 1820 au district de Liegnitz.
Le 8 novembre 1919, la province de Silésie est dissoute et la nouvelle province de Basse-Silésie est formée à partir des districts de Breslau et de Liegnitz.
Le 3 septembre 1929, tous les districts de domaine sont dissous et attribués aux communes rurales voisines conformément à l'évolution dans le reste de l'État libre de Prusse. Le 1er octobre 1932, l'arrondissement de Schönau est dissous :
- Les communes rurales de Ketschdorf et Seitendorf sont rattachées à l'arrondissement de Jauer
- La ville de Kupferberg et les communes rurales de Boberstein (pl), Dreschburg, Eichberg, Jannowitz, Kammerswaldau, Maiwaldau, Nieder Berbisdorf, Ober Berbisdorf, Rohrlach, Schildau, Seiffersdorf et Waltersdorf sont rattachées à l'arrondissement d'Hirschberg-des-Monts-des-Géants
- La ville de Schönau-sur-la-Katzbach et toutes les autres communes restantes sont rattachées à l'arrondissement de Goldberg[3],[4].

## Évolution de la démographie
| Année | Habitants | Source |
| ----- | --------- | ------ |
| 1819  | 23 659    | [ 5 ]  |
| 1846  | 27 636    | [ 6 ]  |
| 1871  | 26 082    | [ 7 ]  |
| 1885  | 24 928    | [ 8 ]  |
| 1900  | 24 252    | [ 9 ]  |
| 1910  | 26 020    | [ 9 ]  |
| 1925  | 26 726    |        |

## Administrateurs de l'arrondissement
1818–1857 00 Wilhelm von Zedlitz-Neukirch (de)
1857–1892 00 Deodatus von Hoffmann
1892–1896 00 Georg von Zedlitz-Neukirch (de)
1896–1903 00 Wilhelm Ernst von Zedlitz-Neukirch (de)
1903-1921 00 Horst Arthur von Wolff
1921–1925 00 Ludwig Schroeter
1925-1932 00 Kurt Dreschoff

## Communes
L'arrondissement de Schönau comprend en dernier lieu deux villes et 32 communes rurales :
- Alt Schönau
- Boberstein (pl)
- Dreschburg
- Eichberg
- Herrmannswaldau
- Hohenliebenthal
- Jannowitz
- Johnsdorf
- Kammerswaldau
- Kauffung
- Ketschdorf
- Klein Helmsdorf
- Konradswaldau
- Kupferberg, ville
- Ludwigsdorf
- Maiwaldau
- Neukirch
- Nieder Berbisdorf
- Nieder Falkenhain
- Ober Berbisdorf
- Ober Mittel Falkenhain
- Polnisch Hundorf
- Ratschin
- Reichwaldau
- Rohrlach
- Rosenau
- Röversdorf
- Schildau
- Schönau-sur-la-Katzbach, ville
- Schönwaldau
- Seiffersdorf
- Seitendorf
- Tiefhartmannsdorf
- Waltersdorf

La commune de Rodeland est rattachée à Ketschdorf le 5 octobre 1920. Les communes de Nieder Röversdorf et Ober Röversdorf fusionnent le 1er avril 1929 pour former la commune de Röversdorf.